# Lâmpada germicida

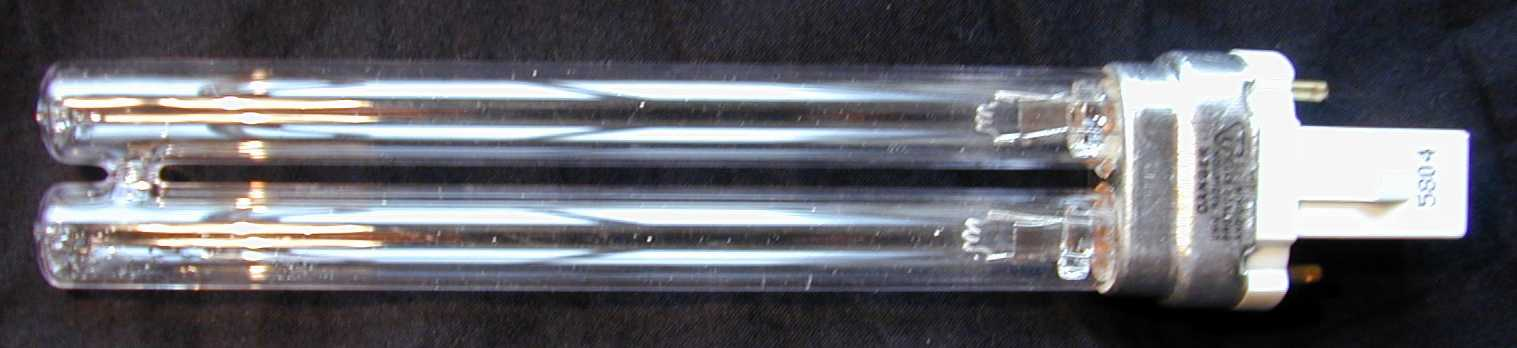
Uma moderna lâmpada germicida de 9W. Um tipo de lâmpada fluorescente.

Uma lâmpada germicida é um tipo especial de lâmpada que produz luz ultravioleta ao invés de luz branca. A sua diferença está no fato de não possuir o revestimento fosforescente que reveste o interior das lâmpadas fluorescentes comuns. Este revestimento é constituído de substâncias minerais tais como o sulfeto de zinco, que recebem o nome genérico de fósforo (que não deve, entretanto, ser confundido com o elemento fósforo), e absorvem os raios ultravioleta emitindo luz branca.

## Aplicações
Há uma vasta gama de aplicações para este tipo de lâmpada, por possuir um efeito esterilizante, é usada para desinfectar instrumentos e espaços de trabalho em laboratórios de biologia e instalações médicas. Na geologia é usada para excitar a fluorescência de amostras minerais, auxiliando na sua identificação.
Lâmpadas germicidas com potência em torno de 80W são usadas na indústria de semicondutores no processo conhecido como fotolitografia.